# Jan-Daniel Georgens
Jan-Daniel Georgens (* 12. Juni 1823 in Leistadt, jetzt Bad Dürkheim; † 9. November 1886 in Bad Doberan) war ein deutscher Pädagoge.

## Leben
Von 1841 bis 1843 besuchte Georgens das Lehrerseminar in Kaiserslautern. Beeinflusst von den Werken Pestalozzis, Rousseaus und Fröbels, mit welchem er in Briefwechsel stand, ist sein weiterer Ausbildungsweg umstritten. Eine – von ihm selbst behauptete – akademische Ausbildung ist nicht nachweisbar; der Doktortitel, unter dem er veröffentlichte, ist vermutlich „selbst zugelegt“. Jedoch wurden er und seine Frau im Jahr 1857 als Ehrenmitglieder in die Leopoldina aufgenommen.
Nach verschiedenen pädagogischen Anstellungen übernahm Georgens 1848 in Worms eine Schule für „höhere Töchter“. Später arbeitete er als Erzieher und Hauslehrer im Dienst einer adligen Familie in Wien und gründete 1856 mit seiner späteren Frau Jeanne Marie Gayette in Baden bei Wien, später in Liesing, eine Schule für lernschwache Kinder, die Heilpflege- und Erziehungsanstalt Levana. Er leitete diese Schule bis 1866.
Ab 1868 lebte Jan-Daniel Georgens in Berlin und veröffentlichte zahlreiche Schriften zur Heilpädagogik, Sonderpädagogik und zur frühen Kinderbetreuung und -erziehung. Die Liste seiner Publikationen umfasst nicht weniger als 161 Einträge. Zu den veröffentlichten Spiel- und Lernmitteln gehört auch der von Gustav Lilienthal entwickelte spätere Anker-Steinbaukasten.

## Schriften
- Dr. Georgens und H. Deinhardt: Die Heilpädagogik mit besonderer Berücksichtigung der Idiotie und der Idiotenanstalten. 2 Bände, Leipzig 1861 und 1863
- Georgens, J. D. und J. M. v. Gayette-Georgens: Die Schulen der weiblichen Handarbeit. Vorbilder für den modernen Gebrauch, Leipzig 1877
- Georgens, Jan-Daniel: Georgens' Mutter- und Kindergarten-Buch., Leipzig 1879, im Archivbestand des Otto-Lilienthal-Museums